# Valea Dobârlăului, Covasna

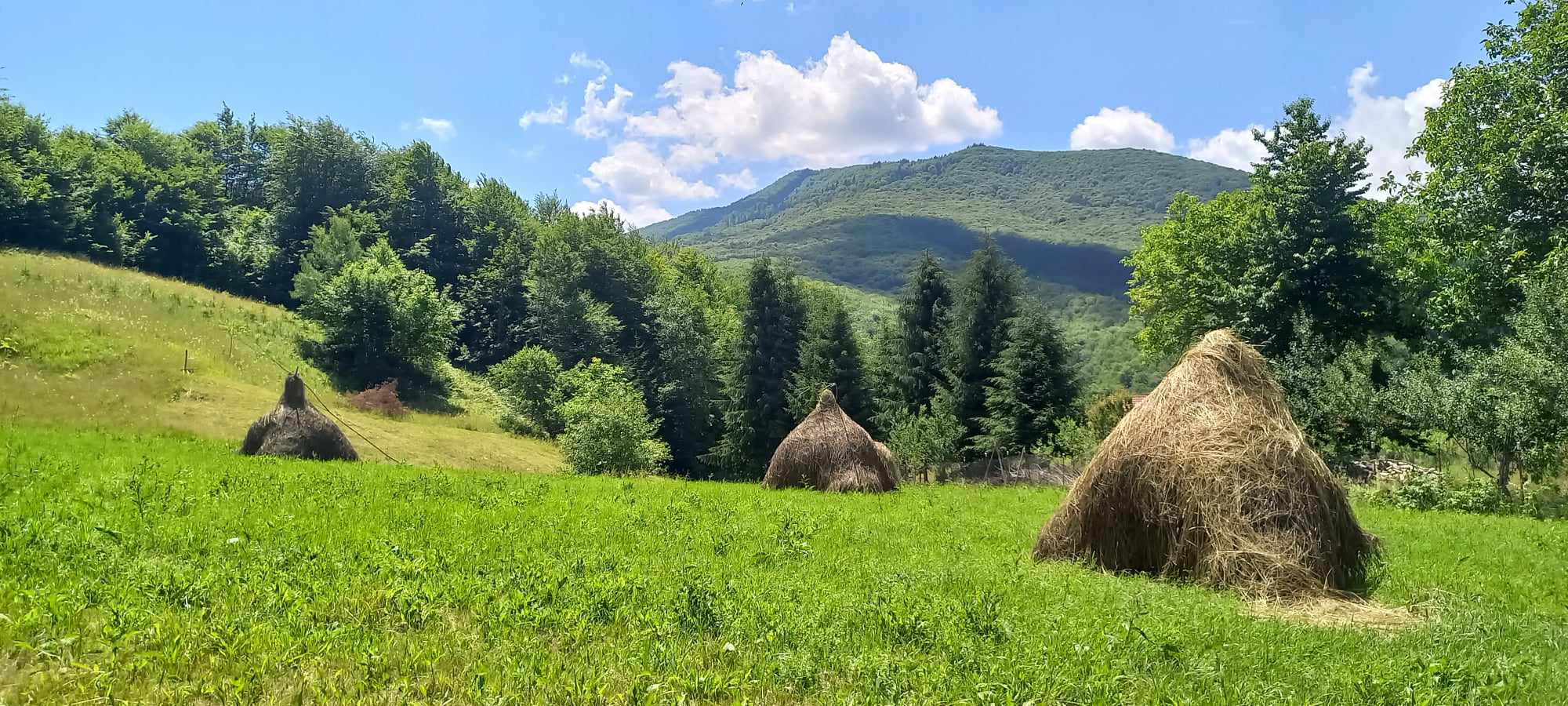
Muntele Piliștea, văzut de pe Valea Dobârlăului

Valea Dobârlăului este un sat în comuna Dobârlău din județul Covasna, Transilvania, România. Se află în partea de sud-vest a județului, în Munții Întorsurii.

## Geografie
Satul este situat la o altitudine de 640 m, împrejmuită de dealurile împădurite de la poalele muntelui Piliștea (Pilisca) - 1223 m